# Последното пътуване
„Последното пътуване“ е български телевизионен игрален филм от 2008 година на режисьора Васил Барков, по сценарий на Мария Станкова и Васил Барков. Оператор е Мартин Димитров.

## Актьорски състав
- Васил Михайлов – Сандо
- Васил Банов – Стефан
- Евелина Борисова – Лора
- Аделина Георгиева – Люси
- Георги Велизаров – Марк
- Богомил Атанасов – приятелят на Сандо
- Мартин Александров – бодигард
- Диана Досева – италианката
- Добриела Попова – англичанката
- Силвия Станоева – стюардесата